# ZeptoLab
ZeptoLab — международная компания-разработчик игр для мобильных платформ. Создана в 2008 году. Получила известность после выпуска в 2010 году на App Store казуальной головоломки под названием Cut the Rope, получившей такие награды как Apple Design Awards, IGN Game of Year, BAFTA и многих других, став одной из популярнейших игр как для платформы iOS, так и под Android. К концу 2015 года разные версии Cut the Rope скачали более 700 миллионов раз.

## История
ZeptoLab была основана в 2008 году братьями-близнецами Ефимом и Семёном Войновыми, которые самостоятельно создавали игры с 10 лет.
ZeptoLab не получала никакого внешнего финансирования для создания собственных игр. ZeptoLab также сообщила о лицензировании и продаже коммерческих прав на популярного героя Cut the Rope — Ам Няма. В 2017 году штаб-квартира компании была перемещена из Москвы в Барселону.
В 2019 году компания сменила логотип, в логотипе появилась буква Z. После начала вторжения России на Украину, в марте 2022 года, логотип был изменён и на логотипе вернули лабораторную колбу, так как символ Z используется Россией для поддержки войны против Украины.
В январе 2025 Nazara Technologies выкупила у Zeptolab игры King of Thieves и CATS: Crash Arena Turbo Stars за 7,7 миллионов долларов.

## Игры
- Parachute Ninja (январь 2010)
- Cut the Rope (октябрь 2010)
- Cut the Rope: Holiday Gift (декабрь 2010) — бесплатная версия, доступная во время зимних праздников.
- Cut the Rope: Experiments (август 2011)
- Pudding Monsters[англ.] (декабрь 2012)
- Cut the Rope: Time Travel (апрель 2013)
- Cut the Rope 2 (декабрь 2013 для iOS, март 2014 для Android)
- Cut the Rope: Triple Treat (март 2014 для Nintendo 3DS) — сборник включает в себя: Cut the Rope, Cut the Rope: Experiments и Cut the Rope: Time Travel.
- My Om Nom (декабрь 2014 для iOS)
- King of Thieves (февраль 2015 для iOS, март 2015 для Android)
- Cut the Rope: Magic (декабрь 2015 для Android и iOS)
- C.A.T.S.: Crash Arena Turbo Stars (апрель 2017 для Android и iOS)
- Ам Ням: Эволюция (ноябрь 2019 для Android и iOS)
- Ам Ням: Погоня (июль 2020 для Android и IOS)
- Bullet Echo (май 2020 для Android и IOS)
- Evo Pop (ноябрь 2020)
- Cut the Rope Remastered (2021)
- Downhill Smash (ноябрь 2021)
- Overcrowded: Tycoon (апрель 2022)
- Marched Full Fly (июль 2023)
- Cut the Rope Daily (август 2023 для iOS и Android для Netflix Games)